# Garth Snow
Garth E. Snow, född 28 juli 1969 i Wrentham, Massachusetts, är en pensionerad amerikansk ishockeymålvakt och före detta General Manager för det amerikanska ishockeylaget New York Islanders i NHL.

## Spelarkarriären
Snow blev draftad som 114:e spelare totalt i 1987 års NHL-draft av det kanadensiska laget Quebec Nordiques men fick bara spela sju matcher för laget innan han blev bortbytt till Philadelphia Flyers när Nordiques flyttades till amerikanska Denver i delstaten Colorado och blev Colorado Avalanche.
I Flyers var han mest reserv bakom Ron Hextall och spelade 90 matcher med 40 vinster under de kommande 2½ åren.
Innan trade deadline 1998 blev han bortbytt till Vancouver Canucks mot den kanadensiska målvakten Sean Burke. Säsongen 1998–99 var hans bästa då han fick spela 65 matcher med 20 vinster och sex hållna nollor. Efterföljande säsong blev hans speltid begränsad och han skrev på för Pittsburgh Penguins 2000 men blev bara kvar där en säsong. Snow skrev på för New York Islanders under sommaren och var där tills karriären avslutades 2006, med ett äventyr 2005 till Ryssland och spel för SKA Sankt Petersburg. I Islanders fick han vara mest reserv till Chris Osgood och även mentor till den lovande ynglingen Rick DiPietro.

## General Manager för New York Islanders
Den 18 juli 2006 bekräftades det officiellt att Snow avslutade sin aktiva spelarkarriär och samtidigt blev det känt att han blivit utnämnd till ny General Manager för New York Islanders. Vid utnämnandet av Snow fick klubben en hel del kritik efter att de sparkat dåvarande General Managern Neil Smith som hade vunnit Stanley Cup med New York Rangers 1994 efter bara 41 dagar i styret. Även om Snow inte hade någon erfarenhet eller rutin från jobbet pekade Islanders på att Snow har en akademisk examen i "Educational Administration" och kandidatexamen i "Business Administration" vid University of Maine.
Snow fick beröm av journalister och branschfolk för att gjort smarta affärer under sin första säsong och blev utsedd till Årets Chef i NHL för säsongen 2006–07 av Sports Illustrated.

## Statistik

### Grundserie
M = Matcher, V = Vinster, F = Förluster, O = Oavgjorda, MIN = Spelade minuter, IM = Insläppta mål, N = Nollor, GIM = Genomsnitt insläppta mål per match
| Säsong     | Lag                            | Liga       | M   | V   | F   | O  | MIN   | IM  | N  | GIM  |
| ---------- | ------------------------------ | ---------- | --- | --- | --- | -- | ----- | --- | -- | ---- |
| 1993–94    | Cornwall Aces                  | AHL        | 16  | 6   | 5   | 3  | 927   | 51  | 0  | 3.30 |
| 1993–94    | Quebec Nordiques               | NHL        | 5   | 3   | 2   | 0  | 279   | 16  | 0  | 3.44 |
| 1994–95    | Cornwall Aces                  | AHL        | 62  | 32  | 20  | 7  | 3558  | 162 | 3  | 2.73 |
| 1994–95    | Quebec Nordiques               | NHL        | 2   | 1   | 1   | 0  | 119   | 11  | 0  | 5.55 |
| 1995–96    | Philadelphia Flyers            | NHL        | 26  | 12  | 8   | 4  | 1437  | 69  | 0  | 2.88 |
| 1996–97    | Philadelphia Flyers            | NHL        | 35  | 14  | 8   | 8  | 1884  | 79  | 2  | 2.52 |
| 1997–98    | Philadelphia Flyers            | NHL        | 29  | 14  | 9   | 4  | 1651  | 67  | 1  | 2.43 |
| 1997–98    | Vancouver Canucks              | NHL        | 12  | 3   | 6   | 0  | 504   | 26  | 0  | 3.10 |
| 1998–99    | Vancouver Canucks              | NHL        | 65  | 20  | 31  | 8  | 3501  | 171 | 6  | 2.93 |
| 1999–00    | Vancouver Canucks              | NHL        | 32  | 10  | 15  | 3  | 1712  | 76  | 0  | 2.66 |
| 2000–01    | Pittsburgh Penguins            | NHL        | 35  | 14  | 15  | 4  | 2032  | 101 | 3  | 2.98 |
| 2000–01    | Wilkes-Barre/Scranton Penguins | AHL        | 3   | 2   | 1   | 0  | 178   | 7   | 0  | 2.36 |
| 2001–02    | New York Islanders             | NHL        | 25  | 10  | 7   | 2  | 1217  | 55  | 2  | 2.71 |
| 2002–03    | New York Islanders             | NHL        | 43  | 16  | 17  | 5  | 2390  | 92  | 1  | 2.31 |
| 2003–04    | New York Islanders             | NHL        | 39  | 14  | 15  | 5  | 2015  | 94  | 1  | 2.80 |
| 2004–05    | SKA Sankt Petersburg           | Ryssland   | 16  | –   | –   | –  | 893   | 41  | 1  | 2.75 |
| 2005–06    | New York Islanders             | NHL        | 20  | 4   | 13  | 1  | 1096  | 68  | 0  | 3.72 |
| 2005–06    | Bridgeport Sound Tigers        | AHL        | 1   | 1   | 0   | 0  | 60    | 1   | 0  | 1.00 |
| NHL totalt | NHL totalt                     | NHL totalt | 368 | 135 | 147 | 44 | 19837 | 925 | 16 | 2.80 |

### Slutspel
M = Matcher, V = Vinster, F = Förluster, MIN = Spelade minuter, IM = Insläppta mål, N = Nollor, GIM = Genomsnitt insläppta mål per match
| Säsong     | Lag                 | Liga       | M  | V | F | MIN  | IM | N | GIM  |
| ---------- | ------------------- | ---------- | -- | - | - | ---- | -- | - | ---- |
| 1993–94    | Cornwall Aces       | AHL        | 13 | 8 | 5 | 790  | 42 | 0 | 3.19 |
| 1994–95    | Cornwall Aces       | AHL        | 8  | 4 | 3 | 402  | 14 | 2 | 2.09 |
| 1994–95    | Quebec Nordiques    | NHL        | 1  | 0 | 0 | 9    | 1  | 0 | 6.67 |
| 1995–96    | Philadelphia Flyers | NHL        | 1  | 0 | 0 | 1    | 0  | 0 | 0.00 |
| 1996–97    | Philadelphia Flyers | NHL        | 12 | 8 | 4 | 699  | 33 | 0 | 2.83 |
| 2001–02    | New York Islanders  | NHL        | 1  | 0 | 0 | 26   | 2  | 0 | 4.62 |
| 2002–03    | New York Islanders  | NHL        | 5  | 1 | 4 | 305  | 12 | 1 | 2.36 |
| NHL totalt | NHL totalt          | NHL totalt | 20 | 9 | 8 | 1039 | 48 | 1 | 2.76 |